# Waldseemüllerova mapa
Waldseemüllerova mapa (latinsky: Universalis Cosmographia) je nástěnná mapa světa německého kartografa Martina Waldseemüllera, která byla dokončena ve francouzském Saint-Dié-des-Vosges v dubnu 1507. Jako jedna z prvních map, po vzoru Ptolemaiovy Geógrafiké hyfégésis, přesně znázorňuje zeměpisnou šířku a zeměpisnou délku a jako vůbec první mapa na světě označuje Nový svět jako Ameriku. Mapa se skládá z celkem dvanácti dřevořezů a byla přílohou k Waldseemüllerově kosmografii Cosmographiae Introductio.
Název „Amerika“ zvolil Waldseemüller podle italského objevitele Ameriga Vespucciho. Sám prohlásil: „Nevidím žádný důvod, proč bychom nemohli tuto novou část světa nazývat Amérigé, tj. zemí Amerigovou neboli Amerikou, podle bystrého objevitele Ameriga…“ Stalo se tak díky mylné interpretaci, že Vespucci byl objevitelem Ameriky. Ta byla způsobena tím, že se Vespucciho listovní zprávy dostaly bez jeho vědomí do oběhu v podobě tištěných letáků a v Evropě se tak domnívali, že to byl právě on, kdo objevil Nový svět.